# ホテル・ペーパー
ホテル・ペーパー（Hotel Paper）は、2003年に発表されたミシェル・ブランチのメジャーデビュー後2枚目のアルバム（「Broken Bracelet」を含めると通算3枚目）。

## 概要
ホテル・ペーパーの主なテーマのいくつかは物事を置き去りにしていて、絶えず移動、独立、バス停の謎と精神性にある。 アルバムの表紙はSheryl NieldsのBranchの写真である。 
ホテル・ペーパーは、US Billboard 200で2週目のデビューを果たし、最初の1週間で157,000枚の売り上げを記録し、前のメジャーレーベルのアルバムThe Spirit Room （2001）のピークポジションを超えた。  Hotel PaperはRIAAによってプラチナ認定を受ける。 
アルバムの最初のシングル、 「Are You Happy Now？」はベスト女性ロックヴォーカルパフォーマンスのためのグラミー賞にノミネートされている。  セカンドシングル「 Breathe」で、これはHot 100でナンバー36に達し、トップ5のクラブヒットとなった。  3枚目のシングル「Til I Get Over You」はミュージックビデオなしでリリースされ、チャートに入らなかった。

## トラックリスト
日本盤
1. イントロ - Intro (0:12)
2. アー・ユー・ハッピー・ナウ? - Are You Happy Now? (3:50)
3. ファインド・ユア・ウェイ・バック - Find Your Way Back (3:45)
4. エンプティ・ハンディッド - Empty Handed (4:50)
5. チューズデイ・モーニング - Tuesday Morning (4:43)
6. ワン・オブ・ディーズ・デイズ - One of These Days (3:23)
7. ラヴ・ミー・ライク・ザット (ゲスト：シェリル・クロウ) - Love Me Like That (with Sheryl Crow) (4:35)
8. デスペレイトリー - Desperately (3:06)
9. ブリーズ - Breathe (3:32)
10. ウェア・アー・ユー・ナウ? - Where You Now? (3:26)
11. ホテル・ペイパー - Hotel Paper (4:19)
12. ティル・アイ・ゲット・オーヴァー・ユー - Till I Get Over You (4:10)
13. ウォンティング・アウト - Wanting Out (3:48)
14. ザ・ゲーム・オブ・ラヴ (with サンタナ) - The Game of Love (with Santana) (4:15)
15. イッツ・ユー - It's You (3:14)

## 参加ミュージシャン
- Michelle Branch - アコースティックギター、ギター、パーカッション、ボーカル
- Josh Abraham  - キーボード
- Kenny Aronoff - ドラム
- Paul Bushnell  - ベース
- クリス・チャイニー - ベース
- ルイスコンテ - パーカッション
- Sheryl Crow -  "Love Me like that"に関するボーカル
- Rick DePofi  - パーカッション
- マイク・エリゾンド - ベース
- John Leventhal - ベース、ギター、キーボード
- Brian McCleod  - ドラム
- Jamie Muhoberac - キーボード
- Dave Navarro - ギター
- ショーンペルトン - ドラム
- ダンロスチャイルド - ベース
- John Shanks - ベース、ギター
- スチュアートスミス - マンドリン
- Patrick Warren  - キーボード
- Greg Wells - Hammond B3 、ベース、ギター、ピアノ、 Wurlitzer
- Jessica Harp -  "Desperately"のバックボーカル

### 製造
- プロデューサー： Josh Abraham 、Rick DePofi、 John Leventhal 、 John Shanks 、 Greg Wells
- エンジニア：ダニエル・チェイス、グレッグ・コリンズ、リック・デポフィ、マーク・デジスト、 ラース・フォックス 、クリス・レイノルズ、ジェフ・ロスチャイルド、ブライアン・シューブル
- アシスタントエンジニア：クリスホームズ、ブライアンハンフリー、エリックライチャーズ、マークバレンタイン
- ミキシング：Josh Abraham、アシスタント：Jesse Gorman、 Chris Lord-Alge 、Roger Moutenot、Jim Scott
- マスタリング：ブライアンガードナー
- A&R：ダニーストライク
- アシスタント：Jorge Velez
- 生産調整：ジルデルアバテ
- プログラミング：Josh Abraham
- ストリングアレンジメント： David Campbell
- 写真撮影：シェリル畑

## チャート
Hotel Paperは、 Billboard 200で157,000部を販売し、2位でデビューした 。 

### アルバム
| チャート（2003年）                               | ピーク ポジション |
| ------------------------------------------------ | ----------------- |
| オーストラリアのARIAアルバムチャート             | 18年              |
| カナダのトップアルバム                           | 4                 |
| ニュージーランドアルバムチャート                 | 4                 |
| UKアルバムチャート                               | 35                |
| US ビルボード 200                                | 2                 |
| アメリカのビルボードトップインターネットアルバム | 2                 |
| 日本オリコンアルバムチャート                     | 8                 |

### 認証
| 地域     | 認証       | 売上高    |
| -------- | ---------- | --------- |
| カナダ   | ゴールド   | 5万       |
| 日本     | ゴールド   | 10万      |
| アメリカ | プラチナム | 1,116,000 |